# Зарувне
Зарувне (пол. Zarównie) — село в Польщі, у гміні Падев-Народова Мелецького повіту Підкарпатського воєводства.
Населення — 396 осіб (2011).
У 1975-1998 роках село належало до Тарнобжезького воєводства.

## Демографія
Демографічна структура станом на 31 березня 2011 року:
|          | Загалом | Допрацездатний вік | Працездатний вік | Постпрацездатний вік |
| -------- | ------- | ------------------ | ---------------- | -------------------- |
| Чоловіки | 201     | 33                 | 151              | 17                   |
| Жінки    | 195     | 40                 | 117              | 38                   |
| Разом    | 396     | 73                 | 268              | 55                   |